# Conioscinella
Conioscinella är ett släkte av tvåvingar. Conioscinella ingår i familjen fritflugor.

## Dottertaxa tillConioscinella, i alfabetisk ordning[1][2]
- Conioscinella aequisecta
- Conioscinella alpicola
- Conioscinella alpigena
- Conioscinella amabilis
- Conioscinella angulicornis
- Conioscinella annulifemur
- Conioscinella apicalis
- Conioscinella apiomorphae
- Conioscinella aptera
- Conioscinella apterina
- Conioscinella araeceri
- Conioscinella araneolicida
- Conioscinella argentinica
- Conioscinella atritibia
- Conioscinella badia
- Conioscinella beckeri
- Conioscinella bicingulata
- Conioscinella bistriata
- Conioscinella chathamensis
- Conioscinella chilenica
- Conioscinella collucens
- Conioscinella confluens
- Conioscinella cricopus
- Conioscinella curvinervis
- Conioscinella deficiens
- Conioscinella dimidiata
- Conioscinella dissimilicornis
- Conioscinella divitis
- Conioscinella elegans
- Conioscinella emmesia
- Conioscinella empheria
- Conioscinella eucalypti
- Conioscinella flavescens
- Conioscinella flavifrons
- Conioscinella flaviscutellata
- Conioscinella flaviseta
- Conioscinella flavotrigona
- Conioscinella formosa
- Conioscinella frontella
- Conioscinella fulvithorax
- Conioscinella fuscofrontata
- Conioscinella gallarum
- Conioscinella galpagensis
- Conioscinella grandis
- Conioscinella griseicollis
- Conioscinella grisella
- Conioscinella griseopleura
- Conioscinella griseostriata
- Conioscinella grisescens
- Conioscinella halophila
- Conioscinella hinkleyi
- Conioscinella hirsuta
- Conioscinella humeralis
- Conioscinella improvisa
- Conioscinella incipiens
- Conioscinella inconspicua
- Conioscinella inconstans
- Conioscinella intrita
- Conioscinella iota
- Conioscinella kaszabi
- Conioscinella koeleriae
- Conioscinella lacteihalterata
- Conioscinella livida
- Conioscinella longipennis
- Conioscinella lutea
- Conioscinella mackerrasi
- Conioscinella maculata
- Conioscinella maculipennis
- Conioscinella makoa
- Conioscinella mars
- Conioscinella mimula
- Conioscinella mongolica
- Conioscinella neorobusta
- Conioscinella nidicola
- Conioscinella nigrifrons
- Conioscinella nigripes
- Conioscinella nigritarsalis
- Conioscinella nigrohalterata
- Conioscinella nuda
- Conioscinella obscuripila
- Conioscinella ochracea
- Conioscinella opacifrons
- Conioscinella orientalis
- Conioscinella pallidinervis
- Conioscinella pallidipes
- Conioscinella pallidiseta
- Conioscinella perdita
- Conioscinella perlineata
- Conioscinella persita
- Conioscinella poecilogaster
- Conioscinella pseudogauracica
- Conioscinella pulverulenta
- Conioscinella pumilio
- Conioscinella punctulata
- Conioscinella pusio
- Conioscinella quadrivittata
- Conioscinella radicalis
- Conioscinella rigidiseta
- Conioscinella rudebecki
- Conioscinella rufithorax
- Conioscinella rufoscutellata
- Conioscinella sancheong
- Conioscinella sauteri
- Conioscinella seguyi
- Conioscinella semicirularis
- Conioscinella similans
- Conioscinella soluta
- Conioscinella sordidella
- Conioscinella speighti
- Conioscinella spenceri
- Conioscinella sublineata
- Conioscinella subnitens
- Conioscinella subsetosa
- Conioscinella taeniata
- Conioscinella tenuiseta
- Conioscinella triorbiculata
- Conioscinella tripunctata
- Conioscinella turbida
- Conioscinella umbripennis
- Conioscinella uniseriata
- Conioscinella vandiemeni
- Conioscinella vestita
- Conioscinella xyloryctae
- Conioscinella zetterstedti
- Conioscinella zuercheri